# Montreal (Wisconsin)
Montreal es una ciudad ubicada en el condado de Iron en el estado estadounidense de Wisconsin. En el Censo de 2010 tenía una población de 807 habitantes y una densidad poblacional de 139,41 personas por km².

## Geografía
Montreal se encuentra ubicada en las coordenadas 46°25′54″N 90°14′21″O / 46.43167, -90.23917. Según la Oficina del Censo de los Estados Unidos, Montreal tiene una superficie total de 5.79 km², de la cual 5.76 km² corresponden a tierra firme y (0.45%) 0.03 km² es agua.

## Demografía
Según el censo de 2010, había 807 personas residiendo en Montreal. La densidad de población era de 139,41 hab./km². De los 807 habitantes, Montreal estaba compuesto por el 96.65% blancos, el 0% eran afroamericanos, el 1.24% eran amerindios, el 0.25% eran asiáticos, el 0% eran isleños del Pacífico, el 1.36% eran de otras razas y el 0.5% pertenecían a dos o más razas. Del total de la población el 1.61% eran hispanos o latinos de cualquier raza.